# Mannesmann
Mannesmann AG — ныне несуществующий немецкий концерн по производству труб.

## История
Компания основана 1890 году братьями Максом и Рейнхардом Маннесманнами как Deutsch-Österreichische Mannesmannröhren-Werke Aktiengesellschaft, путём объединения нескольких заводов по производству труб.
В 1893 году штаб-квартира компании переехала из Берлина в Дюссельдорф.
Во время годы Второй мировой войны компания была одним из главных поставщиков вооружения для немецкой армии. В соответствии с решениями Потсдамской конференции концерн подлежал ликвидации, но, фактически, подвергся лишь небольшой реорганизации. В 1960-х годах концерн возобновил производство вооружения.
В 1967 году Mannesmann заключил с концерном «А. Тиссен» соглашение о специализации и обмене мощностями, согласно которому получил от последнего его трубопрокатные заводы, в результате чего сконцентрировал в своих руках около 70 % производства стальных труб в ФРГ и около 30 % — в странах ЕЭС. Mannesmann имел в 1971 году 80 предприятий, его оборот составил 7,2 млрд немецких марок, валовая прибыль 295 млн, активы 4,7 млрд, производство труб 2,9 млн т, стали 3,6 млн т, число занятых 86 тысяч человек.
В 2000 году компания расформирована после враждебного поглощения со стороны Vodafone Group. Активы Atecs Mannesmann AG, которые не интересовали Vodafone Group — производство автомобильных компонентов (VDO Adolf Schindling AG, Mannesmann Sachs, Boge GmbH), систем и решений для логистики (Mannesmann Dematic AG), компрессоров, насосов, кранов (Mannesman Demag Krauss-Maffei GmbH), военной техники (Krauss-Maffei Wegmann) — были приобретены компанией Siemens AG, а производство промышленного оборудования (Rexroth) отошло компании Robert Bosch GmbH. Металлургические активы Mannesmannröhren-Werke AG приобрела компания Salzgitter AG.